# 行人坂教会
行人坂教会（ぎょうにんざかきょうかい）は東京都目黒区に位置する教会。日本基督教団に属している。

## 沿革
1903年2月8日、松山教会より迎えられた二宮邦次郎牧師が、京橋新肴町に日本組合京橋基督教会を創立する。
1908年、京橋日吉町に移転。
1913年、京橋教会の「月報」第１号を発行する。その後、「会報」→「前進」→「あけぼの」→「行人」と改題される。
1919年、京橋木挽町の新会堂献堂式を行う。
1920年、二宮邦次郎牧師が退任し、名誉牧師となる。
1923年9月、関東大震災により教会が全焼。
1925年11月、目黒に新会堂を献堂し、日本組合行人坂教会と改称。
1926年9月、二宮邦次郎名誉牧師が死去。教会葬を行う。
1941年6月、日本基督教団行人坂教会に改称。
1942年4月、付属幼稚園が開園。
1943年2月、創立40周年記念礼拝を行う。
1962年5月、新会堂及び二宮記念館（牧師館）の献堂式を行う。
1963年4月、「行人坂月報」を創刊する。
2001年4月、会堂のバリアフリー化改修。
2003年2月2日、教会創立100周年記念式典を行う。

## 歴代牧師
- 初代：二宮邦次郎（1903年-1920年）
- 第2代：高橋犀三（1920年-1936年）
- 第3代：吉田隆吉（1937年-1942年）
- 第4代：定家都志男（1942年-1945年）
- 第5代：三井久（1946年-1950年）
- 第6代：塚原要（1951年-1955年）
- 第7代：木村知己（1957年-1981年）
- 第8代：伊藤義清（1982年-1995年）
- 第9代：小川義雄（1996年-）
- 2024年現在：関智征

## 教会刊行物
- 吉田清太郎『二宮邦次郎先生の面影』、1927年
- 『教会創立86年記念文集「行人坂教会と私」』、1989年
- 『教会創立87年記念文集「続 行人坂教会と私」』、1990年
- 『行人坂教会百年史』、2005年

## 所在地
- 東京都目黒区下目黒1丁目4番1号

## 交通アクセス
- 目黒駅から徒歩4分